# North Kesteven
North Kesteven – dystrykt w hrabstwie Lincolnshire w Anglii. W 2011 roku dystrykt liczył 107 766 mieszkańców.

## Miasta
- North Hykeham
- Sleaford

## Inne miejscowości
Anwick, Ashby de la Launde, Aubourn, Aunsby and Dembleby, Bassingham, Beckingham, Billinghay, Blankney, Bloxholm, Branston, Brant Broughton, Burton Pedwardine, Canwick, Carlton-le-Moorland, Coleby, Cranwell, Digby, Dorrington, Dunston, Ewerby, Great Hale, Haddington, Harmston, Heckington, Heighington, Helpringham, Howell, Jerusalem, Leadenham, Leasingham, Little Hale, Metheringham, Morton Hall, Navenby, Nocton, North Rauceby, Norton Disney, Osbournby, Potterhanworth, Potterhanworth Booths, Ruskington, Silk Willoughby, Skellingthorpe, Skinnand, South Rauceby, Swaton, Thorpe on the Hill, Threekingham, Waddington, Washingborough, Welbourn, Wellingore, Whisby, Wilsford.